# Erik X van Zweden

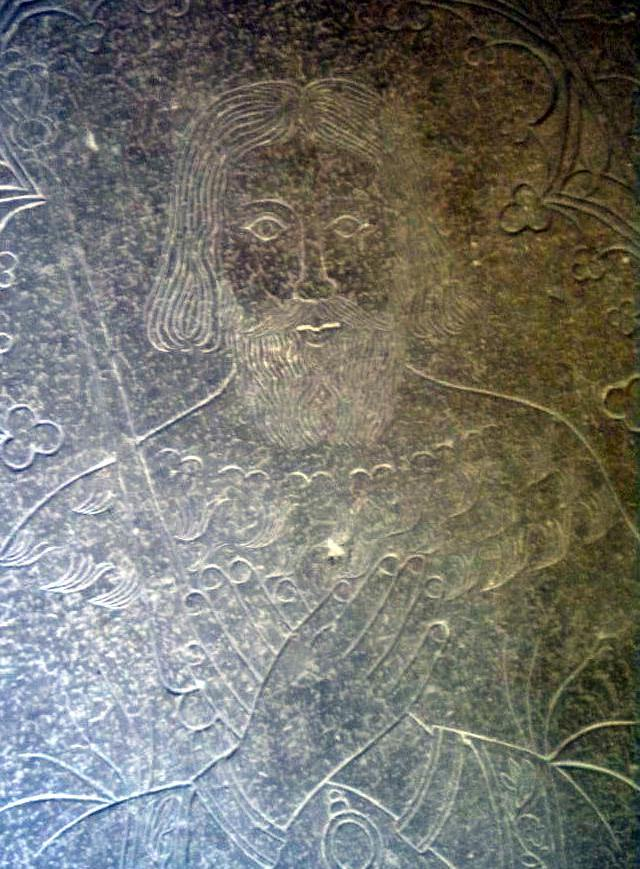
grafsteen van Erik X van Zweden, in de abdij van Varnhem

Erik X (Erik Knutsson) (?, 1180 – Näs slott, Visingsö, 10 april 1216) was van 1208 tot 1216 koning van Zweden. Hij stond ook bekend als Erik de overlever, toen hij koning werd, was hij de nog enig levende zoon van koning Knoet I en zijn vrouw van een onbekende naam, mogelijk was dit Cecilia Johansdotter.

## Levensloop
Toen Eriks vader, koning Knoet, in 1195 vredig overleed, waren al zijn zoons nog minderjarig. Erik bleek nog oudere broers te hebben gehad, dit omdat de familie onder invloed van de machtige jarl Birger Brosa stond, en Sverker II van de rivaliserende koninklijke familie (het Sverker) tot koning van Zweden werd benoemd, ten koste van de nog jonge jongens.
De zonen van koning Knoet verbleven hun jeugdjaren aan het Zweedse koninklijk hof tot in 1203, toen de broers en hun gevolg de Zweedse troon claimden. Omdat Sverker II op zijn beurt deze claims niet erkende, vluchtten Erik en zijn broers naar Noorwegen. In 1205 keerden de broers terug naar Zweden met steun van een Noorse krijgsmacht. Ze leden echter een nederlaag in de Slag bij Älgarås, waarbij Erik drie van zijn broers verloor.
In 1208 kwam Erik opnieuw terug naar Zweden met Noorse troepen en versloeg Sverker II in de Slag bij Lena; daarna werd Erik tot koning van Zweden verkozen. Sverker probeerde opnieuw op de troon te komen, maar werd verslagen en sneuvelde in de Slag bij Gestrilren in 1210. De banier waaronder de troepen van koning Erik vochten, werd gedragen door wetspreker Eskil Magnusson (uit het huis Bjälbo), die dit object in 1219 meegaf aan zijn vriend en collega uit IJsland, Snorri Sturluson.

## Huwelijk en kinderen
Kort na zijn overwinning in de Slag bij Gestrilren trouwde Erik met prinses Rikissa van Denemarken (†1220, een dochter van Waldemar I van Denemarken en Sophia van Minsk) en liet zich tot koning kronen (1210). Hij was de eerste Zweedse koning die gekroond werd.
Hun kinderen waren:
- Erik (de latere koning Erik XI)
- Ingeborg, gehuwd met Birger Magnusson uit het Huis Folkung (en moeder van de latere koningen Waldemar en Magnus)
- Sophie, gehuwd met Hendrik Borwin III van Mecklenburg (Heer van Rostock)
- Marte, gehuwd met Niels Sixtensson Sparre

Hij stierf in 1216 op Näs Slott op het eiland Visingsö, gelegen in het Vättermeer. Hij werd begraven in de kloosterkerk van Varnhem (tussen de steden Skara en Skövde).